# Aircraft of the Aces
Aircraft of the Aces constitue une série de livres publiée par l’éditeur britannique Osprey Publishing sur le thème des as du combat aérien et de leurs appareils.

## Généralités
Aircraft of the Aces se présente comme une série de fascicules conçus par Tony Holmes en 1994, à couverture souple, qui s’attache à décrire les pilotes de combat qui devinrent des as sur un type appareil donné et opérant sur un théâtre d’opérations déterminé grâce à des récits de première main provenant de ces as. Des profiles des avions, des listes, des tableaux et des plans à l’échelle viennent compléter le texte. Toutes les grandes batailles aériennes et les théâtres d’opérations sont abordés, des premiers as de la Grande Guerre à la guerre du golfe en passant par l’incontournable Seconde Guerre mondiale et la guerre de Corée.
Les fascicules de la série Aircraft of the Aces constituent une source d’informations recherchée auprès des constructeurs de modèle réduit, qu’il soit statique ou volant, ainsi qu’aux amateurs d’histoire aérienne militaire.
Cette série est ainsi devenue la plus populaire de l’écurie Osprey Publishing en presque 30 ans d’histoire. L’une des raisons du succès de cette série tient, en plus de la qualité des textes et de l’iconographie, au dessin de couverture de Iain Wyllie dont le travail artistique est reconnu dans le monde entier. Après avoir fait ses classes comme dessinateur dans le domaine de la marine, ce natif d’Irlande du Nord devient peintre d’aviation, équivalent des peintres de l'Air français, à la fin des années 1980
Chaque numéro de la série comprend 96 pages et au moins 30 dessins de profils illustrés par des photographies d’époque en noir et blanc.
Le premier exemplaire intitulé Mustang Aces of the Eighth Air Force (les Mustang de la 8e Air Force de l’US Army Air Forces) paraît en octobre 1994. Ce fascicule de 96 pages comprend 60 illustrations en couleur de Mustang, des dizaines de photographies en noir et blanc de la Seconde Guerre mondiale, un tableau montrant les meilleurs as de la 8e Air Force groupe par groupe. Les planches en couleur présentent un intérêt pour l'étude des livrées des appareils et les nose art, ces peintures de guerre appliquées sur les avions de combat. Parmi ces appareils de légende figurent les Old Crow, Big Beautiful Doll, Glamorous Glen, The Hun Hunter from Texas et Cripes A' Mighty.
La série est toujours publiée en 2010.

## Journalistes
Pour les textes, les journalistes ayant le plus souvent contribué à la série Aircraft of the Aces sont Andrew Thomas (chasse en Angleterre), Norman Franks (en) (as alliés et allemands de la Première Guerre mondiale), John Weal (Luftwaffe), Jerry Scutts (USAAF et Luftwaffe), Greg VanWyngarden (as allemands de la Première Guerre mondiale), Jon Guttman (as de la Première Guerre mondiale), John Stanaway (as de l’USAAF dans le Pacifique), Alfred Price (Spitfire), Carl Molesworth (P-40 Warhawk), George Mellinger (chasse soviétique), Kari Stenman, Warren Thompson (F-86 Sabre), Barrett Tillman (en) (Wildcat et Hellcat), Henry Sakaida (Japon), Hugh Morgan, Shlomo Aloni (conflits israélo-arabes) et Tony Holmes.
De leur côté, les illustrateurs s’étant les plus illustrés dans la série ont pour nom Chris Davey, Harry Dempsey (as de la Première Guerre mondiale), John Weal, Jim Laurier (P-40, avions soviétiques), Mark Styling, Tom Tullis (P-38 et marine impériale japonaise), Keith Fretwell (Spitfire et Hurricane), Mark Rolfe et Richard Caruana (Aeronautica Militare Italiana).